# Елдашев, Анатолий Михайлович
Анатолий Михайлович Елдашев (род. 11 апреля 1949, Грозный, Грозненская область, РСФСР, СССР) — советский и российский историк, краевед, педагог. Заслуженный работник высшей школы Республики Татарстан (2009).

## Биография
Анатолий Михайлович Елдашев родился 11 апреля 1949 года в Грозном Грозненской области РСФСР. Из семьи служащих, среди предков были иконописцы и монахи. В том же году вместе с родителями переехал в Бугульму Татарской АССР.
В 1966 году окончил бугульминскую среднюю школу № 2, где увлекся историей и археологией. Некоторое время работал препаратором в лаборатории промысловых исследований Татарского нефтяного научно-исследовательского института в Бугульме, неоднократно пытался получить высшее образование. Переехав в Казань, в 1967 году с четвёртого раза поступил на историко-филологический факультет Казанского государственного университета имени В. И. Ульянова-Ленина, который окончил в 1972 году. Учился у В. С. Королёва, В. И. Адо, Р. Н. Степанова, А. В. Сергеева, А. С. Шофмана, Г. Н. Вульфсона, участвовал в археологических экспедициях в Болгаре под руководством А. С. Смирнова, А. Х. Халикова, П. Н. Старостина.
После получения образования, в 1972—1974 годах по распределению работал по распределению учителем в средних школах Бугульмы, где преподавал географию, историю и обществоведение. В дальнейшем перешёл на комсомольско-партийную работу, в частности, занимал посты второго секретаря Бугульминского городского комитета ВЛКСМ и заведующего отделом пропаганды и агитации Бугульминского горкома КПСС (1975—1979). В 1981 году с отличием окончил Саратовскую высшую партийную школу. Вернувшись в Казань, работал заместителем начальника по воспитательной работе Государственного комитета Татарской АССР по профессионально-техническому образованию, инструктором отдела пропаганды и агитации и проректором Университета марксизма-ленинизма Татарского областного комитета КПСС.
Начиная с 1991 года, был проректором по воспитательной работе Казанского социально-юридического института, затем старшим научным сотрудником Казанского института среднего профессионального образования Российской академии образования, деканом факультета повышения квалификации Академии государственной службы и муниципального управления при президенте Республики Татарстан. В 2001 году перешёл на работу в Казанскую духовную семинарию в должности доцента. В 2004 году выступил инициатором создания и стал председателем Клуба любителей казанской старины, образованного при Национальном музее Республики Татарстан. В 2006 получил учёное звание доцента по совокупности работ. Преподавал византологию, отечественную историю, новую и новейшую историю стран Европы, Америки и Азии, затем стал вести учебные специальные курсы по истории христианства в Казанском крае и дореволюционной истории Казанской духовной академии.
Одновременно, в 2006 году стал председателем Казанского городского общества историков-краеведов, а в 2013 году занял пост заведующего отделом по связям с общественностью Государственного музея изобразительных искусств Республики Татарстан. В 2013 году принят в действительные члены Императорского православного палестинского общества, а в 2016 году стал заместителем председателя его татарстанского отделения. С 2016 года является заместителем председателя казанского духовного литературного объединения «Златоуст», в 2017 году стал членом Российского Союза профессиональных литераторов, с 2018 года состоит в общественном совете при Комитете Республики Татарстан по охране объектов культурного наследия, а в 2019 году принят в Союз писателей России.
Автор свыше 400 публикаций, монографий, книг, брошюр, а также публикаций в периодических изданиях по истории православия в Татарстане. Специализируется на вопросах возникновения, развития, разрушения и возрождения православных обителей Казанского края, изучает и освещает судьбы именитых казанцев, оставивших глубокий след в истории Татарстана. Особо в числе трудов Елдашева выделяются такие работы, как «Монастыри Казанского края: очерки истории» (2004), «Утраченные монастырские некрополи Казани (XVI — начало XX вв.)» (2007), «Арский православный некрополь» (2007), «Казанский некрополь» (2009), «Святые обители земли Казанской» (2010), «Чудотворная Казанская икона Божией Матери. Заступница усердная рода христианского» (2012), «Православная культура в Казанском крае (XVI-XX вв.): очерки истории» (2013), «История Казани в лицах» (2015), «Как ангел, ты тиха, чиста и совершенна…: Великая княгиня Елисавета Феодоровна в Казанском крае» (2016), «Храмы нашей памяти: духовно-архитектурное наследие династий меценатов и благотворителей в Казанском крае» (2016), «Казанские часовни (XVI-XX вв.)» (2017), ряд других. С 2010 года книжную издаёт серию «Казань православная: Подвижники Духа», в книгах которой исследует духовную жизнь Казани, также является автором статей в Православной и Татарской энциклопедиях.
В научно-публицистической работе следует богатой традиции казанского церковно-исторического краеведения, продолжая дело епископа Никанора (Каменского) и протоиерея Е. А. Малова, историков П. В. Знаменского и И. М. Покровского, краеведов Н. Я. Агафонова и П. М. Дульского. В своих работах сочетает обстоятельность изложения и пристальное внимание к деталям со стремлением к доступности материала, прибегает к использованию как уже изданных исследований, так и занимается самостоятельным выявлением архивных источников и документов, в частности, на собственном материале выступил автором книги о своём деде по материнской линии — церковном живописце Г. А. Гришине. Ведёт активную общественную работу в области некрополистики, занимается исследованием монастырских кладбищ и восстановлением биографий похороненных на них горожан. Итогом многолетних изысканий выступила книга «Казанский некрополь (XVI — начало XX вв.)» (2009), в которой Елдашев систематизировал большой архивный материал, некрологи и воспоминания на тему казанских кладбищ, военных, монастырских, утраченных. Ведёт экскурсионную и лекторскую работу, в частности, по монастырям и кладбищам Казани.

## Награды
Государственные
- Почётное звание «Заслуженный работник высшей школы Республики Татарстан[тат.]» (2009 год)[23].
- Медаль «В память 1000-летия Казани» (2005 год)[11].

Религиозные
- Макарьевская премия в номинации «История Москвы и историческое краеведение» (2011 год, вторая премия) — за труд «Казанский некрополь (казанцы, упокоившиеся на городских и монастырских некрополях в XVI — начале XX вв.)»[24]. Вручена патриархом Московским и всея Руси Кириллом (Гундяевым) на церемонии в здании Президиума Российской академии наук[25].
- Орден Святителя Иннокентия, митрополита Московского и Коломенского III степени (2007 год) — в ознаменование 10-летия возрождения Казанской Духовной семинарии[1].
- Медаль святителя Гурия Казанского III степени (2019 год, Казанская епархия) — за многолетний труд в Казанской духовной семинарии и в связи с юбилеем со дня рождения[26].